# لامین دیاوارا
لامین دیاوارا (به انگلیسی: Lamine Diawara) یک بازیکن فوتبال اهل مالی است که برای باشگاه فوتبال استقلال صنعتی خوزستان بازی می‌کند.